# Stanley Ernest Strauzenberg

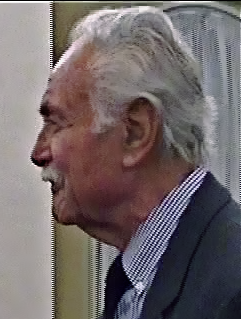
Stanley Ernest Strauzenberg 2003

Stanley Ernest Strauzenberg (* 25. November 1914 in London; † 6. März 2015 in Kreischa) war ein deutscher Arzt, Hochschullehrer und Sportmediziner, der sich in der DDR sowie international um die Entwicklung der Sportmedizin verdient gemacht hat.

## Ausbildung und berufliche Laufbahn
Aufgewachsen in Dresden absolvierte Strauzenberg nach Abitur und Militärdienst von 1937 bis 1942 das Medizinstudium in Halle und Leipzig. Zum 1. Mai 1937 trat er der NSDAP bei. Seine Dissertation trug den Titel „Wirkungen der Frauenarbeit als Ursache für häufigere Frühgeburten“ und wurde 1942 in Leipzig verlegt. Nach Tätigkeit als Truppenarzt und Leitung eines Reservelazaretts in Oberbärenburg (Erzgebirge) bis Mai 1945 war er die folgenden 10 Jahre als praktischer Arzt tätig. Während dieser Zeit betreute er sportärztlich die Skisportler am Leistungszentrum Altenberg/Zinnwald. Nach internistischer Facharztanerkennung und Habilitation an der Medizinischen Akademie Dresden wurde er 1966 zum Professor ernannt. Weiterhin erhielt er den Titel Obermedizinalrat. Hauptarbeitsgebiete waren die Diabetologie und die sportmedizinische Kardiologie. 1968 wurde er Direktor des „Sportmedizinischen Rehabilitationszentrums der Deutschen Hochschule für Körperkultur“, ab 1969 des Zentralinstituts des Sportmedizinischen Dienstes in Kreischa bei Dresden. Bereits im beruflichen Ruhestand war er von 1981 bis 1985 Präsident des Nationalen Komitees für Gesundheitserziehung der DDR.

## Leistungen für die Sportmedizin
Als Gründungsmitglied der 1954 gebildeten Arbeitsgemeinschaft für Sportmedizin, der späteren Gesellschaft für Sportmedizin der DDR, war er von 1965 bis 1973 deren Präsident. Von 1957 bis 1962 fungierte er nebenamtlich als Bezirkssportarzt und Leiter der Sportärztlichen Hauptberatungsstelle Dresden. Als die internistische Sportmedizin immer stärker in Richtung Doping abdriftete, das ihm fremd war, wurde er versetzt und hatte von 1967 bis 1984 den Lehrstuhl für Sportmedizin an der Akademie für ärztliche Fortbildung in Berlin-Lichtenberg inne.
Mit seiner erfolgreichen Tätigkeit in Leitungsgremien des Weltverbandes für Sportmedizin (FIMS) seit 1972 (Leiter der Wissenschaftskommission, Mitglied des Exekutivkomitees) trug er maßgeblich zum internationalen Ansehen der deutschen anwendungsorientierten Sportmedizin im Rahmen der Sportwissenschaft bei.

## Auszeichnungen
Neben Ehrenmitgliedschaften in mehreren nationalen Gesellschaften für Sportmedizin erhielt Strauzenberg auch die der FIMS sowie deren selten verliehene Goldmedaille. Die Deutsche Gesellschaft für Sportmedizin und Prävention ehrte ihn 1994 mit dem Goldenen Ehrenzeichen.
- Hufeland-Medaille in Gold (1965)
- Nationalpreis für Wissenschaft und Kunst (1972)
- Philip Noel-Baker Research Award des International Council of Sport Science and Physical Education (1975)
- Goldenes Ehrenzeichen des Deutschen Sportärztebundes (1994)
- Peter-Beckmann-Medaille der Deutschen Gesellschaft für Prävention und Rehabilitation von Herz-Kreislauferkrankungen (1997)